# 亨利·H·福勒
亨利·哈米尔·福勒（Henry Hammill Fowler，1908年9月5日—2000年1月3日），美国律师、政治家，美国民主党成员，曾任美国财政部长（1965年-1968年）。